# Adrian Vandenberg
Adje van den Berg (Enschede, Países Bajos; 31 de enero de 1954) es un guitarrista neerlandés de hard rock y heavy metal, más conocido por su trabajo con Whitesnake durante la década de 1980.

## Carrera

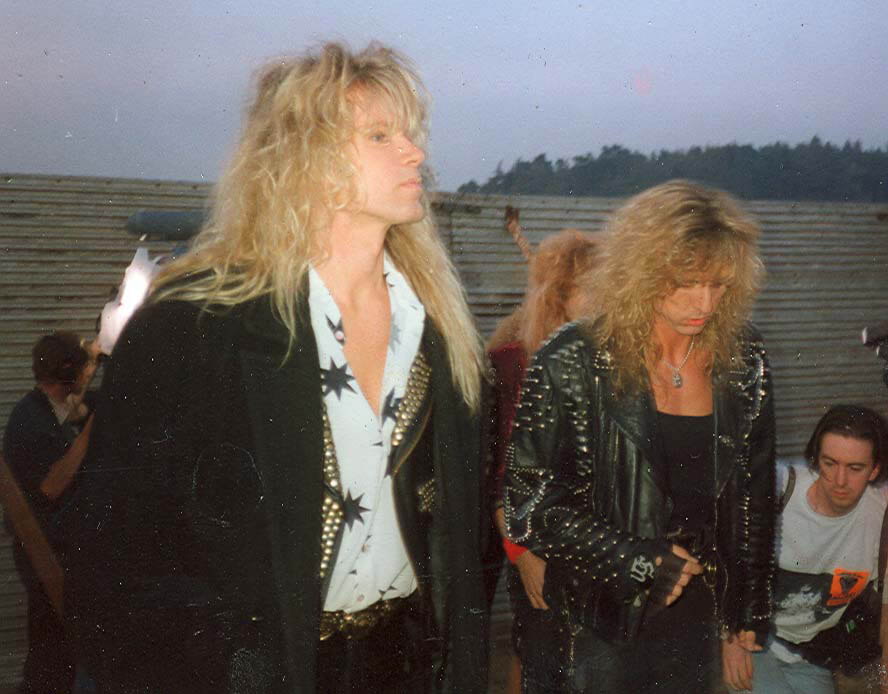
Vandenberg (izquierda) con David Coverdale.

Vandenberg inició su carrera en una banda llamada Teaser, que lanzó un disco homónimo en 1978. Luego emprendió una carrera en solitario, liderando la agrupación Vandenberg, con la que ha grabado casi una veintena de discos. Más tarde fue descubierto por David Coverdale, quien le ofreció ocupar el puesto de músico de sesión en su banda, Whitesnake. Después pasaría a ser guitarrista en la misma, acompañando al virtuoso Steve Vai.
Luego de su experiencia en Whitesnake, se unió a Manic Eden, junto a reconocidos músicos de la escena como el bajista Rudy Sarzo (Ozzy Osbourne/Quiet Riot) y el baterista Tommy Aldridge (Ozzy Osbourne/Whitesnake).
Ya en 2020 Vandenberg edita su nuevo disco de estudio, 2020. En esta ocasión la banda liderada por el guitarrista holandés cuenta con Ronnie Romero a la voz (Ritchie Blackmore’s Rainbow, Lords Of Black), el bajista Randy Van Der Elsen (Tank) y el batería Koen Herfst (Bobby Kimball, Epica, Doro). Asimismo, también cuentan con colaboraciones de Rudy Sarzo (ex Quiet Riot, Ozzy Osbourne, Whitesnake, Dio) y Brian Tichy (ex Whitesnake, Ozzy Osbourne, Foreigner, Billy Idol).

## Discografía
| Fecha | Banda                  | Título                                      | Notas             |  |
| ----- | ---------------------- | ------------------------------------------- | ----------------- |  |
| 1978  | Teaser                 | Teaser                                      |                   |  |
| 1982  | Vandenberg             | Vandenberg                                  |                   |  |
| 1983  | Vandenberg             | Heading for a Storm                         |                   |  |
| 1985  | Vandenberg             | Alibi                                       |                   |  |
| 1985  | Vandenberg             | Live In Japan                               | Vídeos            |  |
| 1987  | Whitesnake             | Whitesnake/1987                             |                   |  |
| 1988  | Vandenberg             | The Best of Vandenberg                      |                   |  |
| 1989  | Whitesnake             | Slip of the Tongue                          |                   |  |
| 1994  | Manic Eden             | Manic Eden                                  |                   |  |
| 1997  | Whitesnake             | Restless Heart                              |                   |  |
| 1997  | Whitesnake             | Starkers in Tokyo                           | Álbum acústico    |  |
| 2004  | Vandenberg             | Different Worlds: The Definitive Vandenberg | Álbum recopilario |  |
| 2011  | Whitesnake             | Live at Donington 1990                      |                   |  |
| 2014  | Vandenberg's MoonKings | Vandenberg's MoonKings                      |                   |  |
| 2017  | Whitesnake             | "Snakeskin Boots" Live on Tour 1987/1988    |                   |  |
| 2017  | Vandenberg's Moonkings | MK II                                       |                   |  |
| 2018  | Vandenberg's Moonkings | Rugged and Unplugged                        | Álbum acústico    |  |
| 2020  | Vandenberg             | 2020                                        |                   |  |